# Феличе Борел
Феличе Плачидо Борел (фр. Felice Placido Borel; Ница, 5. април 1914 — Торино, 21. јануар 1993) био је италијански фудбалер који је играо као нападач. Био је члан италијанске фудбалске репрезентације која је 1934. освојила светски куп.

## Клупска каријера
Борел је рођен у Ници. Током своје каријере играо је за Јувентус и градског ривала Торино у Серији А и, у Серији Б, за Алесандрију и на крају за Наполи, где је завршио каријеру.
Постигао је 157 голова за Јувентус, освојивши три титуле у Серији А (1933, 1934 и 1935 ) и Куп Италије (1938) током свог боравка у клубу, као и награду стрелца Серије А у два наврата (1933. и 1934); тренутно је шести стрелац Јувентуса у клупској историји. Током свог другог мандата у клубу четрдесетих година, био је на месту играча-тренера.

## Међународна каријера
Борел је три пута наступио за Италију у периоду од 1933. до 1934. године, постигавши свој једини међународни погодак у свом дебију против Мађарске 22. новембра, у Будимпешти, током др. Геро купа. Био је део националног тима који је победио на светском купу 1934. године, појављујући се једном током турнира, током четвртфиналне победе над Шпанијом 1. јуна.

## Стил игре
С надимком фарфалино ("мали лептир", на италијанском), Борел је обично играо као центарфор, и сматра се једним од најбољих  центарфора Италије и Јувентуса свих времена. Био је познат по брзини, кретању, шутирању, постизању голова, дриблингу, тимској игри и техничким способностима. Упркос својој способности, међутим, такође је био склон повредама.

## После пензионисања
После одласка у пензију током сезоне 1958–59 био је технички директор Катаније.

## Лични живот
Феличеов старији брат Алдо Борел професионално је играо фудбал, провевши 10 сезона у Серији А, а њихов отац Ернесто Борел играо је за Ницу и Јувентус 1900-их и 1910-их, а касније је такође био и тренер. Да би разликовао браћу, Алдо је био познат као Борел I, а Феличе као Борел II.